# Thornia goffartia
Thornia goffartia är en rundmaskart. Thornia goffartia ingår i släktet Thornia och familjen Dorylaimidae. Inga underarter finns listade i Catalogue of Life.